# Курська область
Курська область (рос. Курская область) — область у Росії, входить до складу Центрального федерального округу. Адміністративний центр — Курськ.
Курська область межує на північному заході з Брянською, на півночі — з Орловською, на північному сході — з Липецькою, на сході — з Воронезькою, на півдні — з Бєлгородською областями; з південного заходу та заходу до неї примикає Сумська область України.
Утворена 13 червня 1934 року.

## Фізико-географічна характеристика

### Географічне положення
Курська область розташована між 50°54' і 52°26' N та 34°05' 38°31' E.
Найпівнічніша точка області знаходиться у Желєзногорському, найпівденніша у Біловському, західна у Рильському, східна у Касторенському районах.

### Рельєф
Територія Курської області розташована на південно-західних схилах Середньоруської височини. Характеризується наявністю стародавніх і сучасних форм лінійної ерозії — густої мережі складно-розгалужених річкових долин, ярів і балок, що розчленували водороздільні поверхні, що визначає пологовохвилястий, злегка покритий рівнинний рельєф.
Рельєф має складний характер вертикального та горизонтального розчленування, характеризується наявністю різноманітних висотних ярусів.
Густота долинно-балкової мережі на більшій частині території коливається від 0,7 до 1,3 км/км², а яружній мережі від 0,1 до 0,4 км/км².
Висота поверхні над рівнем моря, в основному, 175—225 м. Найпіднесеніша центральна частина області.
Абсолютна висота території у заплавах сучасних рік рідко підіймається вище 140—170 м (у заплаві р. Сейм найнижча відмітка — 130 м).
Над заплавою, у міжріччі, переважають висоти 200—220 м.
Найвища точка — 274 м, біля села Ольховатка Понировського району. (За іншою версією 288 м у верхів'ях р. Рать.)
Загальний нахил місцевості йде з північного сходу на південний захід.
Глибина врізання річкових долин до 80-100 м.
В області виділяються три основні водороздільні пасма — Дмитрівсько-Рильське, Фатезько-Льговське та Тимсько-Щигрівське
Вони перехрещуються, утворюючи трикутник, що знижується до WSW.
З рельєфоутворювальних процесів області провідну роль зіграли тектонічні рухи земної кори.
У сучасних умовах головна роль створенні рельєфу належить діяльності текучих вод, що створюють ерозійний рельєф.
В області практично відсутні льодовикові форми рельєфу.

### Клімат
Клімат помірно-континентальний. Середня температура січня від —7,7°С до —9,4°С, липня від +18,8°С до +19,4°С. Опадів 550—600 мм на рік, 70 % їх річної кількості випадає в період з квітня по жовтень. Безморозний період 150 діб.

### Височини
- Середньоруська височина
- Фатезько-Льговське пасмо
- Тимсько-Щигровське пасмо
- Обоянське пасмо

### Річки
- Сейм
- Свапа
- Тускар
- Реут
- Рать
- Псел
- Тім
- Кшень
- Олим
- Оскол

## Історія

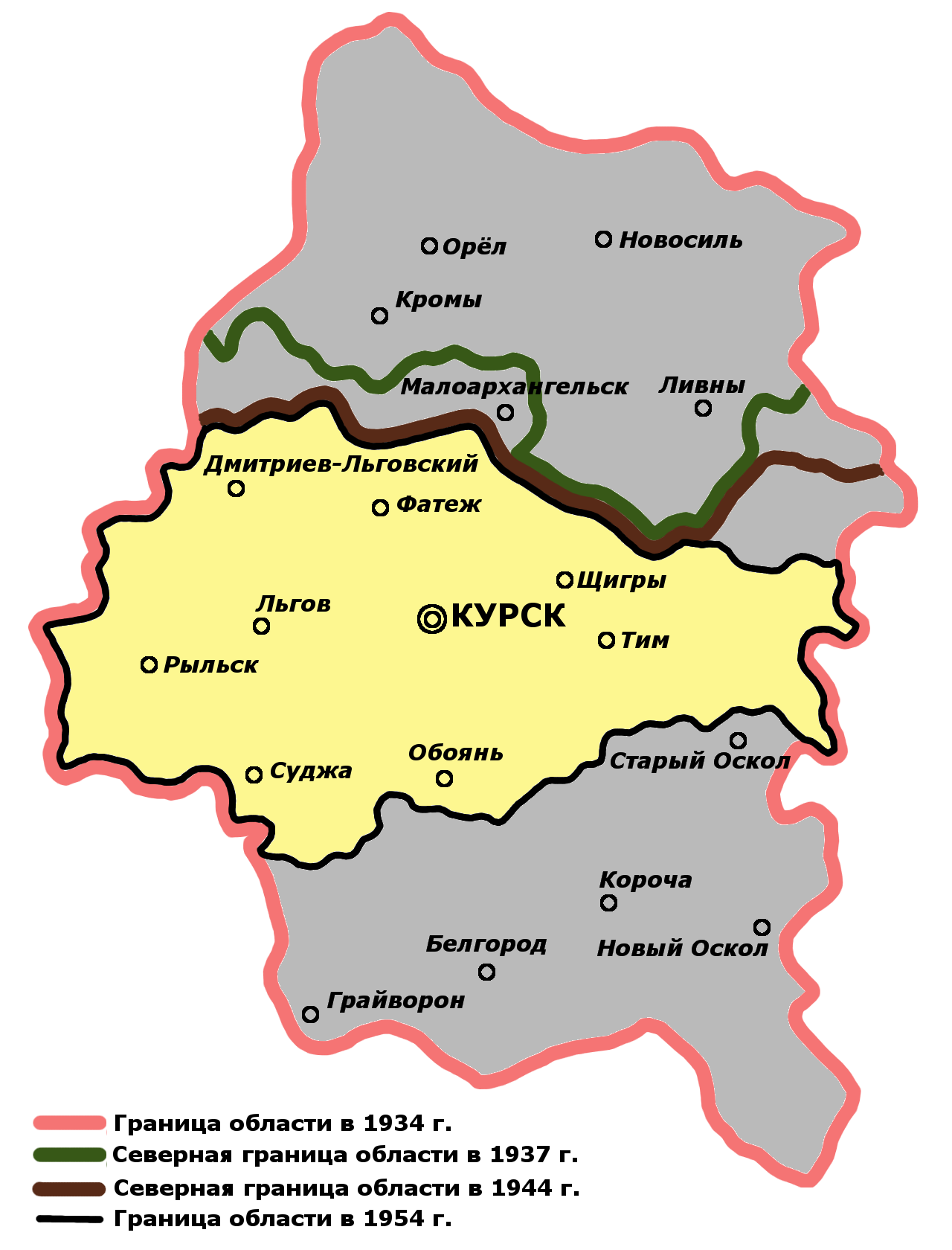
Зміна території Курської області у 1934-1954 рр.

У 1708 році при розподілі Росії на 8 губерній територія сучасної Курської області увійшла до складу Київської губернії. 1719 року Київська губернія поділена на 4 провінції: Київську, Білгородську, Севську та Орловську. Територія сучасної Курської області була поділена між Білгородською та Севською провінціями.
У 1727 створено Білгородське намісництво у складі Білгородської, Севської та Орловської провінцій. У 1749 року воно було перетворено на Білгородську губернію.
У 1779 році утворено Курське намісництво, що складається з 15 повітів (Білгородський, Богатенський, Дмитрівський, Корочанський, Курський, Льговський, Новооскольський, Обоянський, Путивльський, Рильський, Старооскольський, Суджанський, Тимський, Фатезький, Щигрівський). Утворені повітові міста: Багатий (нині село Багате в Івнянському районі Білгородської області), Дмитрієв (із села Дмитрівське), Льгов (із слободи Льгов, що виникла на місці древнього міста Ольгова, знищеного татарами), Тім (із села Вигорне), Фатеж (із села Фатеж), Щигри (із села Троїцьке).
В 1797 Курське намісництво перетворено в Курську губернію, яка існувала до 1928 року.
У 1928 році відбувся перехід на обласний, окружний та районний адміністративний поділ. На території колишніх Воронезької, Курської, Орловської та Тамбовської губерній було створено Центрально-чорноземну область (ЦЧО). На території колишньої Курської губернії утворені округи: Курський (14 районів, 527 сільрад), Білгородський (14 районів, 482 сільради) та Льговський (11 районів, 384 сільради). Східна частина губернії увійшла до Воронезького та Острогозького округів.
У 1929 році було створено Старооскольський округ із 13 районів, що відійшли з Воронезького (8 районів), Острогозького (3 райони), Курського (1 район) та Білгородського (1 район) округів. У 1930 році було прийнято ухвалу про ліквідацію округів. Райони стали безпосередньо підпорядковуватися обласному центру.
13 червня 1934 року Центрально-чорноземна область була поділена на дві області: Воронезьку (у складі колишніх Воронезької та Тамбовської губерній) та Курську (у складі колишніх Курської та Орловської губерній). Ця дата вважається днем освіти Курської області.
27 вересня 1937 року регіон був розділений на 2 області: Курську та Орловську (відповідно до Постанови ЦВК СРСР від 27.09.1937 «Про поділ Західної та Курської областей на Смоленську, Орловську та Курську області»).
У роки німецько-радянської війни на території Курської області з 1942 по 1943 роки йшли запеклі бойові дії, що завдали величезних матеріальних збитків. Не меншу шкоду завдала і німецька окупація. Повністю було знищено 3 000 промислових підприємств, решта значно пошкоджено і вимагали капітального ремонту. У сільському господарстві у звільнених районах не залишилося жодного трактора, а на колгосп припадало в середньому по 4 коні. На залізничному транспорті всі виробничі споруди були знищені поголовно, а залізничні колії — більш ніж наполовину. Остаточно звільнення території Курської області завершилося 2 вересня 1943.
1944 року зі складу Курської області передано Орловській області 5 районів.
6 січня 1954 року у зв'язку з утворенням Білгородської та Липецької областей зі складу Курської області було передано: першій – 23 райони, другій – 3 райони. У складі Курської області залишилося 36 районів. На 1 січня 1960 року Курська область мала 33 райони.
1 січня 1964 адміністративні сільські райони були укрупнені: замість 33 їх стало 12. 3 березня 1964 число районів було збільшено до 14. 12 січня 1965 в складі Курської області стало 19 районів. 30 грудня 1966 року було утворено 3 нових райони: Коренівський, Хомутовський та Черемисинівський. Загальна кількість районів стала 22.
В ході російського вторгнення в Україну, в області відбувались бої на державному кордоні. 6 серпня 2024 року під час російського вторгнення в Україну збройні сили України розпочали бойові дії на території Курської області, захопивши протягом кількох днів місто Суджа та значну частину Суджанського району, а також атакувавши населені пункти у Глушківському, Коренівському та Рильському районах.

## Адміністративний поділ
До складу області входять такі адміністративно-територіальні одиниці:
- 28 районів;
- 480 сільрад.

### Райони
| №  | Район             | Адм. центр                | Адм. устрій |
| -- | ----------------- | ------------------------- | ----------- |
| 1  | Біловський        | слобода Біла              |             |
| 2  | Великосолдатський | село Велике Солдатське    |             |
| 3  | Глушковський      | смт Глушкове              |             |
| 4  | Горшеченський     | смт Горшечне              |             |
| 5  | Дмитрієвський     | місто Дмитрієв-Льговський |             |
| 6  | Желєзногорський   | м. Желєзногорськ          |             |
| 7  | Золотухинський    | смт Золотухіно            |             |
| 8  | Касторенський     | смт Касторне              |             |
| 9  | Конишевський      | смт Конишевка             |             |
| 10 | Кореневський      | смт Коренево              |             |
| 11 | Курський          | селище Маршала Жукова     |             |
| 12 | Курчатовський     | м. Курчатов               |             |
| 13 | Льговський        | м. Льгов                  |             |
| 14 | Мантуровський     | село Мантурово            |             |
| 15 | Медвенський       | смт Медвенка              |             |
| 16 | Обоянський        | м. Обоянь                 |             |
| 17 | Октябрський       | смт Прямицино             |             |
| 18 | Понировський      | смт. Понирі               |             |
| 19 | Пристенський      | смт Пристень              |             |
| 20 | Рильський         | м. Рильськ                |             |
| 21 | Совєтський        | смт Кшенський             |             |
| 22 | Солнцевський      | смт Солнцево              |             |
| 23 | Суджанський       | м. Суджа                  |             |
| 24 | Тимський          | смт Тим                   |             |
| 25 | Фатезький         | м. Фатеж                  |             |
| 26 | Хомутовський      | смт Хомутовка             |             |
| 27 | Черемисиновський  | смт Черемисиново          |             |
| 28 | Щигровський       | м. Щигри                  |             |

Колишні українські національні райони:
• Глушківський район — центр селище Глушкове.

## Населення
Населення — 1183,9 тис. осіб (2006) (1199,1 — 2005; 1235,1 — 2002), 43-тя по чисельності населення в Росії (2002). Густота населення — 39,7 oc/км² (2006) (40,2 oc/км² — 2005), питома вага міського населення — 62,6 % (2006) (62,0 % — 2005).
| Народ                                         | Чисельність в 2002, тис. | %    |
| --------------------------------------------- | ------------------------ | ---- |
| Росіяни                                       | 1184,0                   | 95,8 |
| Українці                                      | 20,9                     | 1,7  |
| Вірмени                                       | 5,9                      | 0,5  |
| Білоруси                                      | 2,9                      | 0,23 |
| Цигани                                        | 2,3                      | 0,18 |
| Азербайджанці                                 | 1,9                      | 0,15 |
| Татари                                        | 1,6                      | 0,13 |
| Молдовани                                     | 1,3                      | 0,10 |
| Турки                                         | 1,2                      | 0,09 |
| Грузини                                       | 1,0                      | 0,08 |
| показані народи з чисельністю понад 1000 осіб |                          |      |